# Reboot (TV-serie)
Reboot (även stavat ReBoot) var en kanadensisk datoranimerad TV-serie som sändes på bland annat YTV i Kanada. Den handlar om folket som lever i din dator.
Handlingen utspelar sig i datorsystemet Mainframe som skyddas från både virus och datorspel. TV-serien ställdes in men i stället kan man läsa serier om fortsättningen på internet.
Serien fick 2018 en fortsättning med den nya TV-serien ReBoot: The Guardian Code.

## Figurer

### Huvudfigurer
- Bob, huvudfiguren. En väktare från Superdatorn som kommer till Mainframe för att beskydda de vänner han har där. I säsong 2, när Webben anfaller Mainframe, skickas han ut dit men i säsong 3 hittas han av Matrix, AndrAIa och Frisket. I säsong 4 är han ett med sitt vapen Glitch och möter även en klon som visar sig vara en förklädd Megabyte från Webben.
- Dot, ägare av Dots bar och affärskvinna i staden Mainframe. I säsong 3, när Web-kriget är över och Megabyte tagit över Mainframe, är hon ledare för de som protesterar och är i krig med Megabyte. I slutet av säsong 3 och i hela säsong 4 är hon förälskad i Bob och råkar sedan gifta sig med klonen, eller snarare Megabyte.
- Enzo, Dots lillebror som tycker det mesta är coolt, eller "Alphanumeric" som han säger. Han blir väktare över Mainframe när Bob är borta i säsong 3. Han har sedan dess varit Megabytes ärkefiende och har försökt göra slut på honom. Han blir, tillsammans med AndrAIa och Frisket, fångade i ett av spelen från vilket han reser från spel till spel, förvandlas till den store och tuffe Matrix och försöker hitta hem. När Megabyte besegrats och Mainframe startats om återvänder den unge Enzo som, i säsong 4, vill bli som Matrix.
- AndrAIa, en spelfigur som Enzo mötte i ett spel där hon genast blir kär i Enzo. När de blir fast i spelen är hon Enzos pojkvän. Hon är inte olik en sjöjungfru eftersom hon levde under vatten i spelet hon härstammar från.
- Frisket, Enzos röda och starka hund som följer med Enzo överallt. Till och med in i många spel. Bob tycks vara ganska rädd för honom.
- Phong, den äldsta personen i Mainframe som ofta måste ge råd till de andra. Han är vis men ändå ganska vimsig. I slutet av säsong 3 har Megabyte honom fångad i sitt eget kontor där Megabyte förbereder Mainframes förintelse.
- Mouse, en tjej som är bra på att knäcka koder och kriga. I säsong 1 anställs hon av Megabyte för att ta sig in i Bobs hjärna men de hamnar i Enzo. Hon kommer sedan tillbaka i säsong 2 där hon hjälper Bob och Dot att slåss mot Gigabyte, en kombination av virusen Hexadecimal och Megabyte som visar sig vara syskon. Sedan tar hon del av Web-kriget, kriget mot Megabyte och kriget mot Daemon.

### Skurkar
- Megabyte, ett datavirus som länge velat förinta Mainframe och ta över Superdatorn. Hans försök lyckas inte förrän i slutet av säsong 2 där han tar del av Web-kriget, skickar ut Bob i Webben och tar över hela Mainframe. Matrix kommer dock tillbaka till Mainframe och slåss mot Megabyte som skickas ut i Webben. I slutet av säsong 4 kom han tillbaka från Webben och tog kontroll över Mainframe ännu en gång. Serien ställdes in efter det. Tony Jay gjorde Megabytes röst.
- Hexadecimal, kaosets drottning som är kär i Bob och är Megabytes syster. Megabyte och hon tar tillsammans över Mainframe när Web-kriget är över. Då försöker Megabyte kontrollera henne men hon lyckas dock fly när Matrix besegrar Megabyte. Bob gör så att hennes ansikte, som annars bestod av märkliga vita masker, blir vanligt varefter hon hjälper till att stoppa Daemons attack mot Nätverket. Hon blir senare en vanlig person som fortfarande kan kontrollera alla Null varpå hon återskapar Dots far Welman Matrix som skapade Megabyte och Hexadecimal i ett misslyckat experiment. Hon blir sedan sig själv och offrar sitt liv för att stoppa Daemons infektion av Nätverket. Hon hade ett husdjur som hette Scuzzy.
- Daemon, är ett supervirus som i säsong 4 tar över Superdatorn från vilken hon skulle ta över Nätverket och anfalla Mainframe. Till skillnad från andra virus är hon färgglad, ung och oftast lugn. Hon lyckas sprida sig över hela Nätverket men Hexadecimal lyckas stoppa det hela. Hon pratar med en fransk brytning.
- Herr Doktor och Bunnyfoot, två vetenskapsmän som arbetar för Megabyte även när denne är fast i Webben. Herr Doktor är tysk och ganska smart och Bunnyfoot är en parodi på Igor, assistent till Victor Frankenstein i flera filmer.

### Övriga
- Mike the TV, en irriterande television som kan prata och driva alla till vansinne. Han är galen och allt annat än smart. Allt som sker gör han TV-program om även när kameran inte är på. Ibland rabblar han upp reklam på helt fel tid på helt fel plats. Han bor ihop med Bob, fast ett tag bodde han med Hexadecimal, där han av misstag fick den första web-varelsen till Mainframe. Detta gör att det mesta som sker efteråt är hans fel.
- Hack och Slash, två robotar som var Megabytes stendumma livvakter en kort tid. Phong fick dem dock på sin sida. De är ganska fega och klantiga och ibland måste de säga vem som är vem (Hack är röd och Slash är blå).
- Cécil, när Dot inte är på baren så måste Cécil kämpa för att få ordning på allt. Han är fransman och föredrar att hans namn uttalas med en fransk accent.
- Kapten Gavin Capacitor, ledare för en grupp pirater som anföll Mainframe i säsong 1. De dök sedan upp i säsong 3 där de var efterlysta brottslingar och hjälpte AndrAIa, Matrix, Frisket och sedan Ray Tracer att, via Webben där de fann Bob, ta sig till Mainframe. Där förintas Capacitors skepp av Megabyte varpå han och piraterna stannar i staden. Han syns dock inte till i säsong 4.
- Mr. Pearson, ägare av Mainframes skrotupplag. Han är en sur gubbe som helst vill vara ensam. I säsong 2 visar han sig vara en krigare och möter Lens, som sedan är med i serierna. Lens var en krigare som Pearson men Pearson la av för evigt och gick hem till skroten.
- Al, ägare av Als sylta som är känd för att göra mat mycket långsamt. Han ses aldrig men han hörs skrika "WHAT??!" när hans kypare säger något.
- Als bartender, skötare av baren på Als sylta. Han pratar mycket långsamt som en symbol för Als långsamma mat.
- Als kypare, kypare på Als sylta, som ofta åker rullskridskor.
- Ray Tracer, en Web-surfare som Matrix, AndrAIa, Frisket och Capacitor möter när de ska hitta Bob i Webben. Ray stannar i Webben medan de andra sticker till Mainframe för att stoppa Megabyte. När Megabyte skickas ut i Webben tar sig Ray till Mainframe och blir ihop med Mouse. Han är inte med så mycket i säsong 4.
- Turbo, ledare för väktarna och Bobs gamla chef. Matrix träffar honom på sin resa via spelen, där han varnar för Daemons attack. I säsong 4 är han infekterad av Daemon men klarar sig dock i slutändan.
- Welman Matrix, Dot och Enzos far som sprängdes till en null-larv när han experimenterade innan Dot mötte Bob. Det visar sig att explosionen skapade Megabyte och Hexadecimal vilket gör att Enzo, Dot, Hexadecimal och Megabyte är syskon. I vilken fall blev Wellman-nullen Megabytes husdjur Nibbles. I säsong 4 skapar Hexadecimal ett nullmonster och återföder Welman, som efter Hexadecimals offer blir en robot med Nibbles som huvud.
- Användaren, människan som spelar spel ibland och ständigt dyker upp för att vara Bobs fiende i ett spel. Användaren måste förlora, annars skadas Mainframe.